# Okak (Terra Nova e Labrador)
Okak é uma antiga comunidade localizada no norte de Labrador, parte da província de Terra Nova e Labrador no Canadá. Foi fundada em 1776 por Jens Haven, missionário da Igreja Morava.